# Smittipora harmeriana
Smittipora harmeriana är en mossdjursart som först beskrevs av Ferdinand Canu och Ray Smith Bassler 1929.  Smittipora harmeriana ingår i släktet Smittipora och familjen Onychocellidae. Inga underarter finns listade i Catalogue of Life.